# ويلسون كولينز
ويلسون كولينز (بالإنجليزية: Wilson Collins)‏ هو لاعب كرة قاعدة أمريكي، ولد في 7 مايو 1889 في بولاسكي في الولايات المتحدة، وتوفي في 28 فبراير 1941 في نوكسفيل في الولايات المتحدة.

## وصلات خارجية
- ويلسون كولينز على موقعبيزبول رفرنس.كوم (الدوري الرئيسي) (الإنجليزية)
- ويلسون كولينز على موقعبيزبول رفرنس.كوم (الدوري الثانوي) (الإنجليزية)